# معجم أعلام النساء في المملكة العربية السعودية
معجم أعلام النساء في المملكة العربية السعودية كتاب من تأليف الكاتبة اللبنانية غريد الشيخ محمد، صدر عام 2019م (1441هـ). ويقدم
الكتاب تراجم وسير 338 سيدة سعودية ذوات اختصاصات مختلفة.

## محتوى الكتاب
في الكتاب رصد وتوثيق وإبراز لجهود سيدات سعوديات رائدات في الطب والعلوم والتكنولوجيا ومخترعات وعالمات وروائيات وشاعرات وفنانات تشكيليات، وأميرات تركن بصمة في العلم والأعمال الخيرية والمساهمات الإنسانية.
وبينت مؤلفة الكتاب غريد الشيخ أنه يغطي سير نساء من مناطق السعودية كافةً، فيستطيع القارئ أو الباحث عمل دراسة لتوزّع إنجازات المرأة في كل منطقة، والتصنيفات من حيث نوعية الأبداع أو العمل أو الإنتاج الفكري أو الثقافي أو الفني.